# Ivan Odhammar
Jan Erik Ivan Odhammar, född 2 juli 1932 i Sundbyberg, är en svensk jurist som varit lagman i flera tingsrätter från 1974 till 1999.
Odhammar blev juris kandidat vid Stockholms högskola 1958 och genomförde tingstjänstgöring 1958–1961 innan han blev fiskal vid Svea hovrätt 1961. Han var lagman i Bollnäs tingsrätt 1974–1979, i Trollhättans tingsrätt 1979–1992 och i Vänersborgs tingsrätt 1992–1999.
Odhammar var son till disponent Wilgoth Odhammar och hans maka Jenny, född Gustavsson. Han var från 1978 gift med Marie-Anne, receptarie, född Bengtsson 1945.